# Michael Aiken
Michael T. Aiken (* 1932) ist ein US-amerikanischer Soziologe, emeritierter Professor, ehemaliger Provost der University of Pennsylvania und ehemaliger Kanzler der University of Illinois in Urbana-Champaign (1993 bis 2001).

## Leben
1954 erwarb Aiken seinen Bachelor von der University of Mississippi und ein Jahr später seinen Master mit einem Woodrow-Wilson-Stipendium an der University of Michigan. Er arbeitete an Forschungsprojekten der Universität, bis er 1964 seine Dissertation vorlegte. Von 1963 bis 1967 arbeitete er als Assistant Professor an der University of Wisconsin, erhielt seine volle Professur 1970 und arbeitete von 1980 bis 82 als stellvertretender Dekan der soziologischen Fachschaft an der gleichen Universität. Während dieser Zeit hielt er auch Gastprofessuren in den USA und im Ausland, von 1967 bis 1968 an der Columbia University, 1983–1984 an der Washington University in St. Louis und an vier Gelegenheiten an der Université catholique de Louvain in Louvain-la-Neuve (Belgien). Er übernahm den Vorsitz der soziologischen Fachschaft der University of Pennsylvania (UOP). Hier wurde er 1985 zum Dekan der School of Arts and Sciences ernannt. Später wurde Aiken Chancellor der University of Illinois in Urbana-Champaign.
Der Amerikaner Aiken wird von Augenzeugen als Initiator für die Gründung der European Group for Organizational Studies (EGOS) benannt. Auf einer Konferenz 1973 im Netherlands Institute for Advanced Study (NIAS) im niederländischen Wassenaar merkte Aiken an, dass europäische Forscher sehr vertraut selbst mit zweitklassigen Forschungen in Amerika seien, aber kaum Kenntnis von der Forschung ihrer direkten Nachbarn hätten. Anders als bei früheren Versuchen zur Organisation verfolgte der mit bemerkenswertem Organisationstalent ausgestattete Aiken die Initiative und überzeugte Michel Crozier, der wiederum mit dem Maison des Sciences de l’Homme (MSH) in Paris Kontakt aufnahm, durch das ein Treffen führender Soziologen neben Aiken selbst auch die Franzosen Michel Crozier und Werner Ackermann, den Schweizern Jean-Claude Thoenig und Peter Atteslander, dem Italiener Franco Ferraresi und dem in Paris lebenden Österreicher Erhard Friedberg, dem Briten David J. Hickson und dem Niederländer Cornelis J. Lammers organisierte. Dieses Treffen bezeichnet Lammers als die konstituierende Versammlung zur Gründung der EGOS.
Sein Organisationstalent zeigte Aiken auch in der Leitung der University of Illinois in Urbana-Champaign. Unter seiner Führung sammelte Aiken über eine Milliarde US-Dollar an Spenden und Zuwendungen für die Universität, gründete ein Partnerschaftsprogramm mit Illinois, um die Einbindung der Universität in das soziale Umfeld zu verbessern, und Einführungsprogramme für Neuzugänge. In dieser Zeit verbesserte sich die Bezahlung der Beschäftigten über dem nationalen Durchschnitt, wurden neue Programme aufgenommen und finanziert.

## Forschungsinteressen
Aiken betrachtete Organisationen, Organisieren und organisiert sein als ein soziologisches Phänomen, also jenseits des Wirtschaftsunternehmens als politische und soziale Organisation. Seine Forschungen befassten sich mit der Lebens- und Arbeitssituation amerikanischer Arbeitnehmer in komplexen Organisationen unter Berücksichtigung von ethnische Herkunft, Alter, geistigen Behinderungen oder anderen Einflüssen auf die soziale Wirklichkeit. Darüber hinaus arbeitete Aiken aber auch an Problemen der öffentlichen Verwaltung, städtischem Management und den dort anstehenden Veränderungen sowie den politischen Entscheidungsprozessen.

## Ehrungen
2004 wurde das Gründungsmitglied Michael Aiken zum Ehrenmitglied der EGOS ernannt. Die Laudatio wurde von David Wilson gehalten.

## Bibliografie
25 Arbeiten von Michael Aiken werden in 58 Publikationen und in zwei Sprachen von über 3000 Bibliotheken weltweit angeboten.
- mit Roger Depré; Politics and policy in Belgian cities; Western Societies Program, Center for International Studies, Cornell University, Ithaca, N.Y. 1978.
- mit anderen; Coordinating human services; Jossey-Bass Publishers, San Francisco; 1975.
- mit A Eugene Havens und William L Flinn; The adoption of innovations : the neglected role of institutional constraints; Madison, 1974.
- A preliminary inventory of machine-readable data on urban and other sub-national units in Western European nations and the United States: sources located in the United States.; Council for European Studies, University of Pittsburgh; Pittsburgh; 1973.
- mit Robert R Alford; Governmental units analysis data; Inter-university Consortium for Political and Social Research; Ann Arbor, Michigan; 1972.
- mit Paul E Mott; The structure of community power; Random House, New York, 1970.
- A preliminary guide to sources of ecological and survey data in Western Europe : an investigation on behalf of the Western European Area Studies Program of the University of Wisconsin, June 3 to July 16, 1969; University of Wisconsin. Western European Area Studies Program; Bundesstaatliche Regierungsveröffentlichung; Western European Area Studies Program, University of Wisconsin, Madison; 1970.
- mit Robert R Alford; Community structure and mobilization: the case of public housing; University of Wisconsin, Madison; 1969.
- mit Louis A Ferman und Harold L Sheppard; Economic failure, alienation, and extremism; University of Michigan Press; Ann Arbor, Michigan; 1968.
- mit Robert R Alford; Community structure and mobilization: the case of the war on poverty; Institute for Research on Poverty, University of Wisconsin, Madison; 1968.
- mit Jerald Hage; The relationship between organizational factors and the acceptance of new rehabilitation programs in mental retardation; Dept. of Sociology, University of Wisconsin, Madison, 1968.
- Job mobility and the social integration of displaced workers, and the social and political reactions of older Negroes to unemployment; Institute of Labor and Industrial Relations, Ann Arbor, Mich., 1966(?).
- Kinship in an urban community; Diplomarbeit/Dissertation; 1964.